# 帕杜尔
帕杜尔，是西班牙安达卢西亚自治区格拉纳达省的一个市镇。总面积89平方公里，2001年普查人口總數為7144人，人口密度為每平方公里80人。